# Anomalomorpha giveni
Anomalomorpha giveni är en skalbaggsart som beskrevs av Phillip B. Carne 1957. Anomalomorpha giveni ingår i släktet Anomalomorpha och familjen Dynastidae. Inga underarter finns listade i Catalogue of Life.